# Natação nos Jogos Olímpicos de Verão da Juventude de 2010 - 100 m peito feminino
As provas dos 100 metros bruços/peito feminino da natação nos Jogos Olímpicos de Verão da Juventude de 2010 foram realizadas nos dias 17 e 18 de agosto, na Escola dos Desportos, em Cingapura. 32 nadadoras estavam inscritas neste evento.

## Medalhistas
| Ouro   | CAN Tera van Beilen |
| Prata  | AUS Emily Selig     |
| Bronze | CAN Rachel Nicol    |

## Eliminatórias

### Eliminatória 1
| Pos. | Raia | Nome                    | País                         | Tempo   | Notas      |
| ---- | ---- | ----------------------- | ---------------------------- | ------- | ---------- |
| 1    | 4    | Brigitte Rasmussen      | ISV Ilhas Virgens Americanas | 1:20.38 |            |
| 2    | 3    | Mariana Henriques       | ANG Angola                   | 1:26.96 |            |
| 3    | 5    | Maimouna Boubacar Badie | NIG Níger                    |         | Não largou |

### Eliminatória 2
| Pos. | Raia | Nome                | País                | Tempo   | Notas      |
| ---- | ---- | ------------------- | ------------------- | ------- | ---------- |
| 1    | 2    | Taryn Mackenzie     | RSA África do Sul   | 1:13.46 | Q          |
| 2    | 5    | Aurelie Waltzing    | LUX Luxemburgo      | 1:14.11 |            |
| 3    | 3    | Yin Jing Cheryl Lim | SIN Singapura       | 1:14.38 |            |
| 4    | 4    | Mijal Asis          | ARG Argentina       | 1:14.54 |            |
| 5    | 7    | Katarina Đurđević   | MNE Montenegro      | 1:18.21 |            |
| 6    | 6    | Ho Kum-Jong         | PRK Coreia do Norte |         | Não largou |

### Eliminatória 3
| Pos. | Raia | Nome                 | País            | Tempo   | Notas |
| ---- | ---- | -------------------- | --------------- | ------- | ----- |
| 1    | 7    | Emily Selig          | AUS Austrália   | 1:10.57 | Q     |
| 2    | 3    | Noora Laukkanen      | FIN Finlândia   | 1:11.73 | Q     |
| 3    | 5    | Tina Meža            | SLO Eslovênia   | 1:13.28 | Q     |
| 4    | 4    | Yvette Man-Yi Kong   | HKG Hong Kong   | 1:13.31 | Q     |
| 5    | 2    | Yuliya Litvina       | KAZ Cazaquistão | 1:13.55 |       |
| 6    | 8    | Jolien Vermeylen     | BEL Bélgica     | 1:13.85 |       |
| 7    | 6    | Ana Rodrigues        | POR Portugal    | 1:15.31 |       |
| 8    | 1    | Carolina Bergamaschi | BRA Brasil      | 1:16.42 |       |

### Eliminatória 4
| Pos. | Raia | Nome                | País           | Tempo   | Notas |
| ---- | ---- | ------------------- | -------------- | ------- | ----- |
| 1    | 5    | Tera van Beilen     | CAN Canadá     | 1:11.24 | Q     |
| 2    | 6    | Maya Hamano         | JPN Japão      | 1:11.32 | Q     |
| 3    | 3    | Tjaša Vozelj        | SLO Eslovênia  | 1:12.27 | Q     |
| 4    | 1    | Teresa Gutiérrez    | ESP Espanha    | 1:12.75 | Q     |
| 5    | 2    | Lina Rathsack       | GER Alemanha   | 1:13.08 | Q     |
| 6    | 4    | Martina Carraro     | ITA Itália     | 1:13.09 | Q     |
| 7    | 7    | Evghenia Tanasienco | MDA Moldávia   | 1:14.47 |       |
| 8    | 8    | Aurélia Trnovcová   | SVK Eslováquia | 1:15.99 |       |

### Eliminatória 5
| Pos. | Raia | Nome                    | País              | Tempo   | Notas |
| ---- | ---- | ----------------------- | ----------------- | ------- | ----- |
| 1    | 6    | Rachel Nicol            | CAN Canadá        | 1:08.87 | Q     |
| 2    | 5    | Maria Georgia Michalaka | GRE Grécia        | 1:10.77 | Q     |
| 3    | 7    | Urtė Kazakevičiūtė      | LTU Lituânia      | 1:11.67 | Q     |
| 4    | 3    | Olga Detenyuk           | RUS Rússia        | 1:12.68 | Q     |
| 5    | 1    | Chloe Francis           | NZL Nova Zelândia | 1:13.38 | Q     |
| 6    | 2    | Wang Chang              | CHN China         | 1:13.50 |       |
| 7    | 8    | Maria Rosa              | POR Portugal      | 1:16.40 |       |

## Semifinais

### Semifinal 1
| Pos. | Raia | Nome               | País              | Tempo   | Notas |
| ---- | ---- | ------------------ | ----------------- | ------- | ----- |
| 1    | 4    | Emily Selig        | AUS Austrália     | 1:09.84 | Q     |
| 2    | 5    | Tera van Beilen    | CAN Canadá        | 1:09.93 | Q     |
| 3    | 3    | Urtė Kazakevičiūtė | LTU Lituânia      | 1:11.63 | Q     |
| 4    | 7    | Martina Carraro    | ITA Itália        | 1:11.76 | Q     |
| 5    | 6    | Tjaša Vozel        | SLO Eslovênia     | 1:12.28 |       |
| 6    | 1    | Yvette Man-Yi Kong | HKG Hong Kong     | 1:12.67 |       |
| 7    | 2    | Teresa Gutiérrez   | ESP Espanha       | 1:13.15 |       |
| 8    | 8    | Taryn Mackenzie    | RSA África do Sul | 1:13.46 |       |

### Semifinal 2
| Pos. | Raia | Nome                    | País              | Tempo   | Notas |
| ---- | ---- | ----------------------- | ----------------- | ------- | ----- |
| 1    | 4    | Rachel Nicol            | CAN Canadá        | 1:09.22 | Q     |
| 2    | 5    | Maria Georgia Michalaka | GRE Grécia        | 1:10.55 | Q     |
| 3    | 3    | Maya Hamano             | JPN Japão         | 1:10.91 | Q     |
| 4    | 6    | Noora Laukkanen         | FIN Finlândia     | 1:11.75 | Q     |
| 5    | 7    | Lina Rathsack           | GER Alemanha      | 1:12.03 |       |
| 6    | 1    | Tina Meža               | SLO Eslovênia     | 1:12.33 |       |
| 7    | 2    | Olga Detenyuk           | RUS Rússia        | 1:12.68 |       |
| 8    | 8    | Chloe Francis           | NZL Nova Zelândia | 1:13.03 |       |

## Final
| Pos.              | Raia | Nome                    | País          | Tempo   | Notas |
| ----------------- | ---- | ----------------------- | ------------- | ------- | ----- |
| Medalha de ouro   | 3    | Tery van Beilen         | CAN Canadá    | 1:08.59 |       |
| Medalha de prata  | 5    | Emily Selig             | AUS Austrália | 1:09.06 |       |
| Medalha de bronze | 4    | Rachel Nicol            | CAN Canadá    | 1:09.18 |       |
| 4                 | 2    | Maya Hamano             | JPN Japão     | 1:10.18 |       |
| 5                 | 6    | Maria Georgia Michalaka | GRE Grécia    | 1:10.41 |       |
| 6                 | 8    | Martina Carraro         | ITA Itália    | 1:10.95 |       |
| 7                 | 1    | Noora Laukkanen         | FIN Finlândia | 1:11.39 |       |
| 8                 | 7    | Urtė Kazakevičiūtė      | LTU Lituânia  | 1:11.63 |       |